# Aigues-Juntes
Aigues-Juntes är en kommun i departementet Ariège i regionen Occitanien i södra Frankrike. Kommunen ligger  i kantonen La Bastide-de-Sérou som ligger i arrondissementet Foix. År 2022 hade Aigues-Juntes 59 invånare.

## Befolkningsutveckling
Antalet invånare i kommunen Aigues-Juntes
Referens: INSEE